# Sehnsucht in Sangerhausen
Sehnsucht in Sangerhausen (internationaler englischsprachiger Titel Phantoms of July) ist eine Filmkomödie von Julian Radlmaier. Der in der sachsen-anhaltischen Kreisstadt Sangerhausen spielende Film mit Maral Keshavarz, Clara Schwinning, Paula Schindler und Henriette Confurius, der drei Geschichten im heutigen Deutschland über Einsamkeit, Klassenzugehörigkeit und Zufall verknüpft, feierte Anfang August 2025 beim Locarno Film Festival seine Premiere und soll Ende November 2025 in die deutschen Kinos kommen.

## Handlung
Um sich über Wasser zu halten putzt Ursula morgens ein Möbelfachgeschäft und serviert danach in einem Café Rosentorten an Touristen. Neda, eine iranische Youtuberin hat einen gebrochenen Arm. Mit ihrem Asylstatus darf sie nur in ihrer ursprünglich erlernten Branche arbeiten und nicht als Schauspielerin. Daher ist sie als Travel-Influencerin für Billigreiseziele in Deutschland tätig.
Ursula und auch Neda bemühen sich, einen Weg aus der Einsamkeit zu finden und nehmen an einer Gespensterjagd im Gebirge teil. Sie wollen raus aus ihrem Trott.

## Produktion

### Filmstab, Aufbau, Motive und Symbolik
Regie führte Julian Radlmaier, der auch das Drehbuch schrieb und den Filmschnitt übernahm. Es handelt sich bei Sehnsucht in Sangerhausen nach Selbstkritik eines bürgerlichen Hundes und Blutsauger um den dritten Spielfilm des deutsch-französisch-schweizerischen Regisseurs.
Ein Schnitt zu Beginn des Films führt den Zuschauer ins 19. Jahrhundert und zeigt Lotte, eine Bedienstete des Romantikdichters Novalis, die dessen Exkremente entsorgen muss. In der zweiten Episode springt der Plot in die Gegenwart.
Wiederkehrende Motive in seinem Film sind Rosen, Kirschen und Steine. Zu Letzteren erklärte Radlmaier, während seiner Recherchen über das 18. Jahrhundert habe er sich mit den seltsamen Berufen beschäftigt, die es damals gab. In einem Buch über merkwürdige Berufe aus dieser Zeit war er auf den Beruf den Steinschluckers gestoßen. „Das waren Leute, die durchs Land zogen und zur Belustigung der einheimischen Bevölkerung Steine schluckten“, so der Regisseur und habe daher einen blauen Stein als immer wiederkehrendes Symbol in seinen Film auf aufgenommen.

### Besetzung und Dreharbeiten
In den Hauptrollen sind Maral Keshavarz als Influencerin Neda und Clara Schwinning als Kellnerin und Reinigungskraft Ursula zu sehen. Die Schweizerin Paula Schindler spielt zu Beginn des Films Lotte, die Bedienstete des Romantikdichters Novalis. Henriette Confurius spielt Zulima und Ghazal Shojaei Marjam. Kyung-Taek Lie, der in der Rolle von Sung-Nam zu sehen ist, spielte bereits in Radlmaiers ersten beiden Filmen Selbstkritik eines bürgerlichen Hundes und Blutsauger mit. Er ist der Vater eines Freundes des Regisseurs. Leonard Scheicher spielt den Automechaniker Robert und Johannes Berzl und Andreas Bittl die Wanderer Jürgen und Horst. In weiteren Rollen sind Valerie Neuenfels als Frau Markgraf, Jakob Schmidt als Norbert, Marlene Hauser als die Cellistin Daniella, Luise von Stein als Grete, Anton Gonopolski als der Hofmeister und Susann Frömmer als die Putzfrau im Schloss zu sehen.

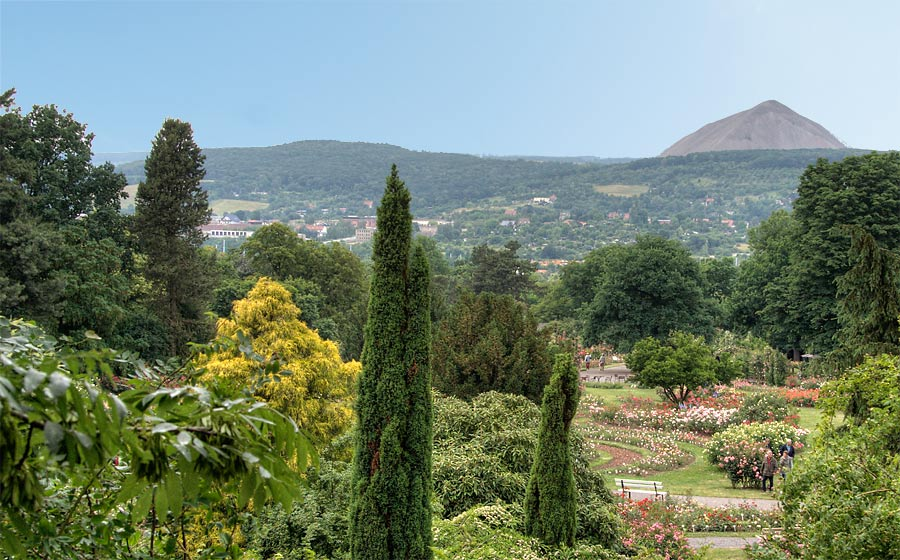
Das titelgebende Sangerhausen liegt im Landkreis Mansfeld-Südharz in Sachsen-Anhalt

Die Dreharbeiten fanden zwischen Ende Juli und Mitte September 2024 in der titelgebenden Kreisstadt Sangerhausen des Landkreises Mansfeld-Südharz in Sachsen-Anhalt und im angrenzenden Thüringen und in Brandenburg statt. Vor seiner Entdeckung Sangerhausens hatte Radlmaier noch nie von der kleinen Stadt gehört. „Ich sah ein Bild mit diesem beeindruckenden Berg und der Abraumhalde außerhalb der Stadt. Es erinnerte mich an den Fuji in japanischen Filmen oder an einen Vulkan wie den Vesuv“, so der Regisseur. Bei einem ersten Besuch Sangerhausens war er von vielem dort Vorgefundenem fasziniert, einerseits von der sehr dichten Darstellung von Deutschlands Vergangenheit und Gegenwart in der Stadt mit der Architektur der Romantik über die seltsamen mittelalterlichen Steingesichter in den Wänden, die er auch in seinem Film zeigt, bis hin zur größten Rosensammlung der Welt. Als Kameramann fungierte Faraz Fesharaki, der den Film analog auf Super-16-mm drehte. Radlmaier arbeitete das erste Mal mit ihm zusammen.

### Verwendete Musik und Veröffentlichung
Der Film verwendet zu Beginn das Lied Die schönsten Rosen blüh’n in Sangerhausen von Bianca Graf.
Die Premiere des Films war am 7. August 2025 beim Locarno Film Festival. Im September 2025 wird er bei der Filmkunstmesse Leipzig gezeigt. Der Kinostart in Deutschland ist am 27. November 2025. Bendita Film Sales übernimmt den Weltvertrieb.

## Rezeption

### Kritiken
Joseph Jenner von der International Cinephile Society beschreibt Sehnsucht in Sangerhausen in seiner Kritik als eine komödiantische Fabel und als einen Film über Sehnsucht, sei es nach einer vergangenen Ära, einem verlorenen Geliebten oder etwas Ungreifbarem, aber dennoch Vertrautem. Julian Radlmaier scheine von den ambivalenten Beziehungen zwischen Vergangenheit und Gegenwart inspiriert zu sein, die er weniger als lineare Chronologie der Ereignisse, sondern vielmehr als eine Reihe von Verhandlungen und Reflexionen betrachte. Sein Film nutze die malerische Kulisse und fange sowohl die Stadt Sangerhausen selbst als auch die umliegende Landschaft auf eine Weise ein, die eine vergangene Kinoära heraufbeschwört. Die Farben und Klänge erzeugten ein Gefühl der Nostalgie für eine Zeit und einen Ort, den die meisten von uns nie erlebt haben. Es sei eine bemerkenswerte Leistung, und jede Entscheidung des Regisseurs diene dazu, die zugrunde liegende Erzählung und ihre vielen komplexen, aber faszinierenden Themen hervorzuheben. So erfordere Sehnsucht in Sangerhausen zwar Geduld und Aufmerksamkeit, dessen Belohnung aber sei jede Minute unserer Zeit wert.

### Auszeichnungen
Locarno Film Festival 2025
- Nominierung im Internationalen Wettbewerb[3]